# تغییر خط در تاجیکستان
تاجیکستان، کشوری فارسی‌زبان است کا هر چند مردم آن به گویش فارسی تاجیکی سخن می‌گویند اما از خط سیریلیک برای نگارش زبان فارسی استفاده می‌کنند. دیگر کشورهای فارسی‌زبان،یعنی ایران و افغانستان هنوز از خط فارسی استفاده می‌کنند.

## تغییر خط از فارسی به لاتین
از سال ۱۳۰۲ خورشیدی تلاش‌ها برای تغییر خط در جمهوری سوسیالیستی تاجیکستان توسط شوروی آغاز شد و درنهایت در فروردین۱۳۰۷ (آوریل ۱۹۲۸ میلادی) خط استاندارد شدهٔ لاتین برای زبان‌های ترکی در تاجیکستان فارسی زبان خط رسمی شد. این تغییر خطِ اجباری به بهانهٔ ناتوانی و مشکل بودن خط فارسی و ادعای کوشش در جهت پیشرفت سوادآموزی انجام شد (با این استدلال که الفبای لاتین یا سیریلیک توان بیشتری برای نمایش در کلمات دارند).

## تغییر خط از لاتین به روسی
در حدود سال۱۳۱۹ خورشیدی و هنگام جنگ جهانی دوم، سران شوروی تصمیم به دگرگونی خط کشورهای تحت‌سلطهٔ خود (همچون تاجیکستان) از خط لاتین به خط سیریلیک یا روسی گرفتند و در تاجیکستان هم خط سیریلیک جایگزین خط لاتین شد.
محمدجان شکوری، ادیب تاجیکستانی و عضو فرهنگستان زبان و ادب فارسی ایران، دربارهٔ تغییر خط از فارسی به لاتین و سیریلیک می‌گوید:
 «در شوروی خلق‌هایی بودند که خطشان را از عربی برگرداندند. خلق‌هایی که آثار تاریخیِ زیادی نداشتند، با شادمانیِ تمام، تغییر خط را پذیرفتند. لیکن خلق‌های دیگر، مثل تاجیکان، که تاریخ طولانی داشتند و آثار ادبی و علمی و تاریخی داشتند بر اثر تغییر خط از همهٔ آن‌ها محروم شدند.

یک مقصد تغییر خط، که با یک فرمان عملی شد، همین بود که این خلق‌ها از گذشتهٔ خود جدا شوند. یک نیست‌انگاری تاریخی و فرهنگی به‌وجود آمد. به گذشته، «گذشتهٔ لعنتی» می‌گفتند. تاریخ بشریت [در این دیدگاه] از دورهٔ سوسیالیسم شروع می‌شد. این‌طور عقیده پیدا شده‌بود که چیزی که تا این وقت بود تاریخ نیست.

مقصود همین بود که ما از اصل خود دور شویم و دیگر از گذشته یاد نکنیم. به همین دلیل، زبان ما این‌قدر آسیب دید. می‌گفتند که زبان فارسی، زبان اعیان و اشراف بود، زبان فئودالی بود، زبان تصوف و عرفان بود، به خلق خدمت نمی‌کرد، زبان کوچه و بازار است، از وی دست می‌باید کشید.

تغییر خط هم مقصدش همین بود. در همان دههٔ بیست و سی [میلادی] می‌گفتند میرزا فتحعلی آخوندزاده و سعید نفیسی طرفدار این هستند که خط فارسی در ایران به لاتین تبدیل شود. اگر امروز نه، فردا خط ایران لاتینی می‌شود. زود باشید که ما از ایران دیر نمانیم!

یک سبب همین بود که می‌گفتند یادگرفتن خط فارسی دشوار است، ولی لاتین و خط آوایی خیلی آسان است. لیکن اکنون من می‌بینم در دنیا خطی نیست که دشواری نداشته‌باشد. با دشواری‌هایی که خط انگلیسی دارد، زمین می‌گوید و آسمان می‌نویسد؛ تمام دنیا را گرفته‌است. فرانسوی چه دشواری‌هایی که ندارد. دشواری‌های خط فارسی پیشِ آن‌ها هیچ است.» 

## تلاش برای بازگشت به خط فارسی
پس از فروپاشی شوروی و استقلال تاجیکستان در سال ۱۳۷۰ خورشیدی (۱۹۹۱ میلادی)، مردم و دولت تاجیکستان تصمیم به بازگشت به خط نیاکان (فارسی) گرفتند، اما این موضوعِ مهم و چالش‌برانگیز تاکنون در این کشور انجام نشده‌است.
نتیجهٔ تغییر خط در تاجیکستان سبب شد که تاجیک‌ها نسبت به هم‌زبانان ایرانی و افغانستانی تا حدودی بیگانه شوند و ارتباطات مناسبی میان آنان صورت نگیرد.
درخواست‌های بسیاری برای تغییر خط از سیریلیک به فارسی در تاجیکستان وجود دارد، اما مقامات این کشور نیازی به این کار نمی‌بینند و تغییر خط را در شرایط کنونی به نفع کشور نمی‌دانند.
هم‌اکنون هیچ نشریه‌ای در تاجیکستان به خط فارسی وجود ندارد و شمار کمی از تاجیکان با این خط آشنا هستند. به عقیدهٔ کارشناسان فرهنگیِ تاجیک، گسترش آموزش خط فارسی در تاجیکستان به‌معنای احیای خط نیاکان و دسترسی مردم این کشور به دریایی از منابع فارسی است که در کتابخانه‌ها و پایگاه‌های اطلاع‌رسانی کشورهای فارسی‌زبان، به‌ویژه ایران، وجود دارد.
بسیاری از شخصیت‌های فرهنگی و ادبیِ تاجیک، خط و الفبای سیریلیک روسی را، که زبان فارسی تاجیکی هم‌اکنون به آن نوشته می‌شود، خطی تحمیلی بر مردمان خود می‌شمارند و آن را سبب وابستگی بیشتر تاجیکستان به روسیه قلمداد می‌کنند. آن‌ها می‌گویند خط سیریلیک مانع رشد زبان شده‌است.
چاپ نوشته‌هایی به خط فارسی، اما به‌صورت غیرمعیار و بعضاً با اشکالات املایی چشمگیر در تاجیکستان، این واقعیت را یادآوری می‌کند که پژوهشگران و صاحب‌نظران حوزه‌های علمی، به‌ویژه حوزه‌های فرهنگی-ادبی در تاجیکستان، برای برقراری ارتباطی دوسویه با دیگر کشورهای فارسی‌زبان، ناگزیر به برگرداندن یافته‌های خود به خط فارسی هستند.

## نفوذ زبان روسی بر تاجیکستان
یکی از دلایل تعلّل در تغییر خط از روسی به فارسی در تاجیکستان، سلطهٔ زبان روسی بر دانشگاه‌ها و رسانه‌های این کشور است که بر اثر سلطهٔ روسیه و شوروی و ضعیف شدن زبان فارسی در این منطقه بوده‌است. سلطهٔ زبان روسی در زمان شوروی باعث شده‌است که هنوز هم در تاجیکستان زبان روسی به‌عنوان یکی از زبان‌های رسمی و زبان علمی و دانشگاهی تلقی شود، به‌طوری‌که در این کشور زبان علم و فن را روسی و در درجهٔ بعد انگلیسی می‌دانند و برای زبان فارسی تاجیکی این توانایی را که با آن دانش و فنون را بیاموزند نمی‌دانند.

## دیدگاه مقامات تاجیکستان
امام علی رحمان، کشوردار (رئیس‌جمهور) تاجیکستان، دربارهٔ تغییر خط از روسی به فارسی گفته‌است: «به‌نظر من هیچ ضرورتی برای تغییر الفبا نیست، چون ما در دوران گذار اقتصادی و فرهنگی قرار داریم و درحالی‌که کشورها مسیر پیشرفت را طی می‌کنند، نباید کاری انجام دهیم که باعث مشکلات بیشتری شود… از طرف دیگر، در شرایط فعلی، قشرها مختلف مردم ازجمله بخش آموزش و پرورش در این زمینه با مشکلاتی مواجه است و اقدام برای تغییر الفبا کار عجولانه‌ای خواهد بود… نیاز نداشتن به تغییر الفبا موضع ماست و اطمینان دارم بیشتر مردم تاجیکستان از این موضع حمایت می‌کنند… خط رسمی سیریلیک ساده و قابل‌استفاده در دنیاست و میراث قدیمی علمی، ادبی و فلسفی تاجیکستان به‌طور عمده به این خط منتشر شده و کسانی که به آن‌ها نیاز دارند، می‌توانند از مراکز علمی و کتابخانه‌ها استفاده کنند».
شاهرخ اسراری، وزیر فرهنگ تاجیکستان نیز در این‌باره گفته‌است: «برای تغییر رسم‌الخط سیریلیک و بازگشت کامل به الفبای فارسی یا خط نیاکان در کشور، زمان زیادی لازم است و این اقدام براساس برنامه‌ریزی ازقبل‌صورت‌گرفته باید پس از آماده‌سازی همهٔ قشرها جامعه انجام شود… برنامهٔ تبدیل حروف سیریلیک به خط فارسی در تاجیکستان با صدور یک فرمان یا حکمی قابل‌اجرا نیست، چون انجام موفقیت‌آمیز آن آمادگی بیشتری را می‌خواهد… امروز حدود ۹۵٪ جمعیت تاجیکستان با خط فارسی آشنا نیست و با چنین شرایطی بازگشت عجولانه به این خط اوضاع را پیچیده‌تر می‌کند».

## واگرایی تاجیکستان از زبان فارسی
استفاده از خط سیریلیک موجب شده‌است که مردم تاجیکستان نتوانند با کشورهای فارسی‌زبانِ دیگر ارتباط برقرار کنند و به‌نوعی فارسی تاجیکی از فارسی ایران و افغانستان بیشتر فاصله بگیرد و به زبان روسی نزدیک شود. همین موضوع باعث شده‌است که زبان روسی در تاجیکستان زبان علمی و رسمی باشد و در دانشگاه‌های این کشور برای تدریس علوم مختلف از زبان روسی استفاده شود و فارسی فقط برای محاوره و شعر و ادبیات معرفی شود.